# Orientalium Ecclesiarum

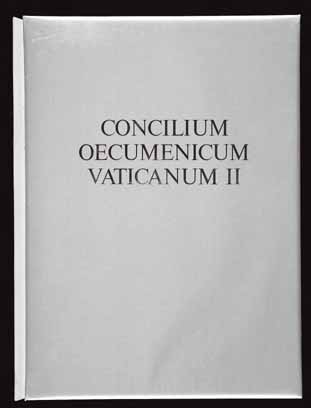
Zweites Vatikanisches Konzil

Orientalium Ecclesiarum (OE) heißt, nach seinen Anfangsworten, das Dekret über die katholischen Ostkirchen, das vom Zweiten Vatikanischen Konzil formuliert und am 21. Dezember 1964 von Papst Paul VI. promulgiert wurde.

## Das Dekret
Mit dieser Konzilsverordnung werden die unierten Ostkirchen als Teilkirchen anerkannt und es wird bestimmt, dass keine Teilkirche ein besonderes Vorrecht erhalten solle. Alle Teilkirchen haben dieselben Verpflichtungen und stehen unter der Leitung des Bischofs von Rom. Das Dekret erkennt das Recht der Ostkirchen an und erlaubt, ihre eigenen liturgischen Riten auszuüben. Orientalium ecclesiarum mahnt weiterhin an, die Wiederherstellung der Einheit in den Ostkirchen anzustreben.
Des Weiteren legt das Dokument einige kirchenrechtliche und liturgische Bestimmungen fest, sehr klar wurde zum Ernennungsrecht von Bischöfen Stellung bezogen. Im Vorwort kommt dies schon zum Ausdruck, dort heißt es:

„Die Einrichtungen, liturgischen Bräuche, kirchlichen Überlieferungen und die christliche Lebensordnung der Ostkirchen schätzt die katholische Kirche hoch. In ihnen leuchtet nämlich, da sie ja durch ehrwürdiges Alter ausgezeichnet sind, die Überlieferung auf, die von den Aposteln über die Väter vorliegt und die einen Teil des von Gott geoffenbarten und ungeteilten Erbes der gesamten Kirche darstellt. Indem sie also für die Ostkirchen, die lebendige Zeugen dieser Überlieferung sind, Sorge trägt, hat diese Heilige und Ökumenische Synode in dem Wunsch, dass ebendiese blühen und mit neuer apostolischer Kraft die ihnen anvertraute Aufgabe erfüllen mögen, beschlossen, außer dem, was sich auf die gesamte Kirche bezieht, einige Kapitel festzulegen, wobei das Übrige der Vorsorge der östlichen Synoden sowie des Apostolischen Stuhles überlassen bleibt.“

Neben den katholischen Ostkirchen hat sich das Konzilsdekret auch mit Belangen der von Rom getrennten orthodoxen Ostkirchen befasst. So wurde etwa unter Nr. 27 erstmals die beschränkte communio in sacris mit der gegenseitigen Zulassung von Katholiken und Orthodoxen zu den Sakramenten der Buße, der Krankensalbung und der Eucharistie genehmigt. Diese Bestimmungen des Ostkirchendekrets über die Eucharistiegemeinschaft wurden bei der Neukodifikation des Codex Iuris Canonici (CIC 1983) im Canon 844 genauso berücksichtigt, wie bei der Neufassung der entsprechenden Kanones im Gesetzbuch der katholischen Ostkirchen, dem Codex Canonum Ecclesiarum Orientalium (CCEO 1990).

## Inhaltsübersicht
Nach dem Vorwort, in dem die Kernaussagen schon zusammengefasst sind, folgen ausführliche Entscheidungen und Anweisungen:
- über das geistige Erbgut der Ostkirchen, das bewahrt werden solle,
- über die ostkirchlichen Patriarchen,
- zur Sakramentenordnung,
- zum Gottesdienst,
- zum Verkehr mit den Brüdern aus den getrennten Kirchen.

## Text und Kommentar
- Decretum de Ecclesiis Orientalibus Catholicis / Dekret über die katholischen Ostkirchen. Lateinischer Text aus „Acta Apostolicae Sedis“ 57 (1965) 76–89. Deutsche Übersetzung besorgt im Auftrag der deutschen Bischöfe. Kommentar von Abtpräses Johannes M. Hoeck OSB, Abt von Scheyern. In: LThK², Das Zweite Vatikanische Konzil, Konstitutionen, Dekrete und Erklärungen, Lateinisch und Deutsch. Kommentare, Teil I, Herder-Verlag, Freiburg im Brsg. 1966, S. 361–392. Ausführlich eingeleiteter und kommentierter lateinisch-deutscher Paralleltext.
- Das Dekret über die katholischen Ostkirchen „Orientalium Ecclesiarum“. In: Karl Rahner / Herbert Vorgrimler: Kleines Konzilskompendium. Sämtliche Texte des Zweiten Vatikanums. Herder-Verlag, Freiburg im Breisgau 22. Auflage 1990, S. 201–216. [Einleitung und Text]